# Julidochromis marlieri
Julidochromis marlieri är en fiskart som beskrevs av Poll, 1956. Julidochromis marlieri ingår i släktet Julidochromis och familjen Cichlidae. IUCN kategoriserar arten globalt som livskraftig. Inga underarter finns listade i Catalogue of Life.